# Província d'Assa-Zag
La província d'Assa-Zag (en amazic ⴰⵙⵙⴰ ⵥⴰⴳ; en àrab إقليم آسا الزاك, iqlīm Āssā az-Zāk) és una de les províncies del Marroc, part de la regió de Guelmim-Oued Noun. Té una superfície de 18.428 km² i 43.535 habitants censats en 2004. La seva capital és Assa. Una petita part sud-oriental és reivindicada com a part del Sàhara Occidental

## Subdivisions
La província se subdivideix en dos municipis i cinc comunes rurals:
| Nom             | Codi geogràfic | Tipus        | Habitatges | Població (2004) | Població estrangera | Població local | Notes |
| --------------- | -------------- | ------------ | ---------- | --------------- | ------------------- | -------------- | ----- |
| Assa            | 071.01.01.     | Municipi     | 2.420      | 12.905          | 3                   | 12.902         |       |
| Zag             | 071.01.03.     | Municipi     | 1.335      | 1.2653          | 21                  | 12.632         |       |
| Aouint Lahna    | 071.03.01.     | Comuna rural | 326        | 2.234           | 0                   | 2.234          |       |
| Aouint Yghomane | 071.03.03.     | Comuna rural | 331        | 2.004           | 0                   | 2.004          |       |
| Touizgui        | 071.03.05.     | Comuna rural | 170        | 4.177           | 1                   | 4.176          |       |
| Mahbes          | 071.05.01.     | Comuna rural | 48         | 7.331           | 9                   | 7.322          |       |
| Labouirat       | 071.05.03.     | Comuna rural | 206        | 2.231           | 3                   | 2.228          |       |